# Dithéisme
Le dithéisme est un système religieux dans lequel on reconnaît deux principes premiers : le principe du bien et celui du mal. Aux IIe et IIIe siècles cela consistait la croyance en l’existence de 2 dieux, l’un bon et l’autre mauvais, certaines des sectes gnostiques considéraient que le monde était créé par le dieu des ténèbres et donc pour parvenir à l’union avec le dieu supérieur, le véritable dieu, les hommes devaient se libérer du monde et donc s’affranchir des règles du mariage et de la sexualité. Ces sectes estimaient que pour parvenir au salut, l’homme devait nécessairement pratiquer l’abstinence. 